# Wittita
La wittita és un mineral de la classe dels sulfurs. Anomenada així per T. Witt, un enginyer de mines suec de la mina Falun. Alguns estudis consideren que són necessàries investigacions sobre la distribució de seleni en l'estructura cristal·lina per a determinar si la wittita és una espècie independent o una varietat de cannizzarita rica en seleni.

## Característiques
La wittita és un sulfur de fórmula química Pb9Bi₁₂(S,Se)27. Cristal·litza en el sistema monoclínic. La seva duresa a l'escala de Mohs és 2 a 2,5.
Segons la classificació de Nickel-Strunz, la wittita pertany a «02.JB: Sulfosals de l'arquetip PbS, derivats de la galena, amb Pb» juntament amb els següents minerals: cosalita, freieslebenita, marrita, cannizzarita, diaforita, junoïta, neyita, nordströmita, nuffieldita, proudita, weibul·lita, felbertalita, rouxelita, angelaïta, cuproneyita, geocronita, jordanita, kirkiïta, tsugaruïta, pillaïta, zinkenita, scainiïta, pellouxita, chovanita, aschamalmita, bursaïta, eskimoïta, fizelyita, gustavita, lil·lianita, ourayita, ramdohrita, roshchinita, schirmerita, treasurita, uchucchacuaïta, ustarasita, vikingita, xilingolita, heyrovskýita, andorita IV, gratonita, marrucciïta, vurroïta i arsenquatrandorita.

## Formació i jaciments
S'ha trobat en amfibolites (Falun, Suècia) i en tactites (una espècie de skarn calco-silicatat) amb granats (Arizona, EUA). S'ha descrit associada anordströmita, friedrichita, magnetita, pirita, cordierita, quars.